# 15838 Auclair
15838 Auclair eller 1995 FU12 är en asteroid i huvudbältet som upptäcktes den 27 mars 1995 av Spacewatch vid Kitt Peak-observatoriet. Den är uppkallad efter amatörastronomen Raymond Auclair.